# Bảo tàng Khu vực Tomasz Mikocki ở Kozienice
Bảo tàng Khu vực Tomasz Mikocki ở Kozienice (tiếng Ba Lan: Muzeum Regionalne im. prof. Tomasza Mikockiego w Kozienicach) là một bảo tàng tọa lạc tại số 5B Phố Parkowa, Kozienice, Ba Lan.

## Lịch sử

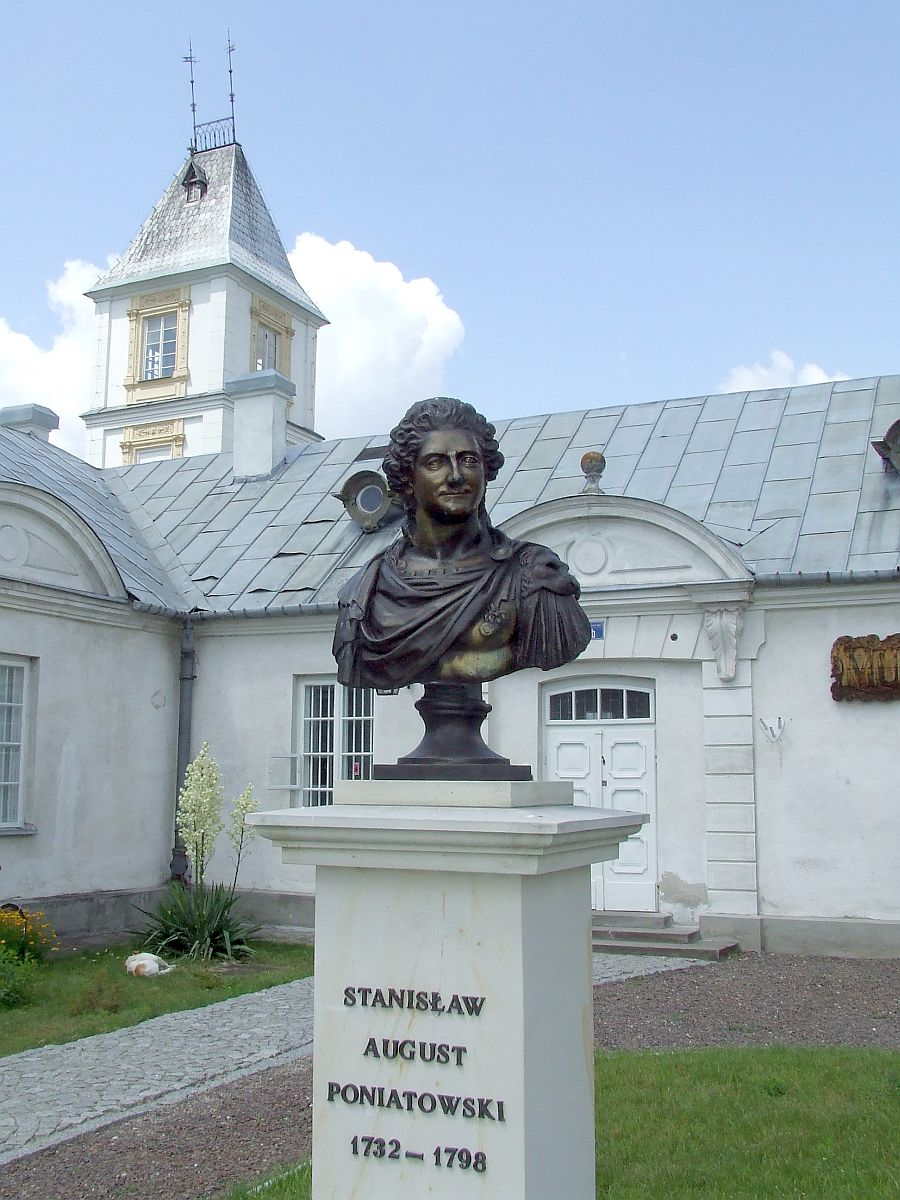
Bức tượng bán thân của Stanisław August Poniatowski trước Bảo tàng

Bảo tàng Khu vực Tomasz Mikocki ở Kozienice được thành lập vào năm 1970 theo khởi xướng của Hội những người yêu thích Kozienice. Trụ sở của Bảo tàng là công trình xây dựng lại của nơi từng là khu phức hợp cung điện của Vua Stanisław August Poniatowski, được xây dựng vào thế kỷ 18.

## Triển lãm
Bộ sưu tập của Bảo tàng Khu vực Tomasz Mikocki ở Kozienice hiện đang bao gồm các triển lãm thường trực sau:
- "Dấu vết con người - Thời đại đồ sắt ở Rừng Kozienice": trưng bày các hiện vật từ các cuộc khai quật trong Rừng Kozienice
- "Phòng tranh của Stanisław Westwalewicz": giới thiệu các bức tranh của Stanisław Westwalewicz và của các họa sĩ như Tadeusz Ajdukiewicz, Wacław Chodkowski, Fryderyk Klopfer, Wacław Kościanowski, Walery Eljasz-Radzikowski và Bogusław Lustyk
- "Trao đổi hàng và nuôi ong ở Rừng Kozienice"

## Giờ mở cửa
Bảo tàng Khu vực Tomasz Mikocki ở Kozienice hoạt động quanh năm, mở cửa tất cả các ngày trong tuần trừ thứ Hai. Khách tham quan phải trả phí vào cửa, riêng thứ Ba khách tham quan được vào cửa miễn phí.